# Берген, Эдгар
Эдгар Джон Берген (англ. Edgar John Bergen, 16 февраля 1903, Чикаго, штат Иллинойс — 30 сентября 1978, Лас-Вегас, штат Невада) — американский актёр и радиоведущий, получивший наибольшую популярность как чревовещатель своей куклы Чарли Маккарти. Обладатель почётного специального «Оскара» 1937 года и премии Гильдии киноактёров США за вклад в кинематограф, присуждённой в 1979 году. Отец актрисы Кэндис Берген.

## Биография
Берген родился в семье шведских иммигрантов Йохана Хенрикссона Берггрена и Ниллы Свенсдоттер (урождённая Осберг). Был одним из пяти детей в семье и младшим из двух сыновей. Когда ему исполнилось четыре года, его семья вернулась в Швецию. Искусство чревовещания начал осваивать ещё в детском возрасте и использовал уже тогда свою куклу, получившую имя Чарли Маккарти (англ. Charlie McCarthy), с которой в будущем прославился. Навыки чревовещания приобрёл в возрасте 11 лет из брошюры под названием «Руководство волшебника», когда его семья вернулась в США и проживала в Чикаго. После того, как его отец умер, когда Эдгару было всего 16 лет, он вынужден был начать работать, сменив в это время несколько профессий.
В 1919 году Эдгар заплатил 36 долларов резчику по дереву, заказав ему деревянную голову для своей марионетки, а её тело смастерил сам, что в основном можно объяснить экономией средств. Берген провёл 10 лет, выступая в странствующем цирке, позже отметив, что это время было лучшими годами его жизни. Также на первых порах он выступал как артист водевилей, а впоследствии его ждала успешная карьера на радио. Берген приобрёл популярность на радио в роли чревовещателя, что озадачивало и удивляло многих критиков, ведь радиослушатели не могли видеть ни манекена, ни мастерства артиста-чревовещателя. Берген изменил привычный облик артистов этого жанра, примерив смокинг не только на себя, но и надев его на Чарли, непременным атрибутом которого был также монокль. Этот сценический облик и оригинальная артистическая манера вызывали у публики положительные эмоции и привело к их популярности. Они стали частыми исполнителями в театрах, выступали в ночных клубах и на различных вечеринках. На пике своей популярности в 1937 году Берген был удостоен почётной премии «Оскар» с формулировкой: «За его выдающееся комедийное творение — Чарли Маккарти». Этот нестандартный приз был выполнен из дерева. Последовали также многие роли на большом экране, артист играл как один, так и с Чарли. В 1950-х годах Берген неоднократно участвовал во многих телепрограммах в качестве гостя, но собственного телевизионного проекта артист не создал.
В 1945 году Берген женился на актрисе Фрэнсис Вестерман, ставшей матерью их дочери Кэндис Берген, также актрисы. В 1979 году был удостоен премии Гильдии киноактёров США за вклад в кинематограф. Эдгар Берген умер в 1978 году от заболевания почек, всего через три дня после старта его прощального шоу в Лас-Вегасе. Берген был похоронен рядом со своими родителями в калифорнийском Инглвуде. В 1991 году актёр был изображён на памятной марке США стоимостью в 29 центов.
За свой вклад в развитие киноиндустрии Берген удостоен звезды на голливудской «Аллее славы».

## Избранная фильмография
| Год  |    | Русское название                              | Оригинальное название                    | Роль                                                 |
| ---- | -- | --------------------------------------------- | ---------------------------------------- | ---------------------------------------------------- |
| 1938 | ф  | Безумства Голдвина                            | The Goldwyn Follies                      | в роли самого себя                                   |
| 1938 | ф  | Рекомендательное письмо                       | Letter of Introduction                   | в роли самого себя                                   |
| 1939 | ф  | Ты не можешь обмануть честного человека       | You Can’t Cheat an Honest Man            | Великий Эдгар                                        |
| 1939 | ф  | Чарли Маккарти, детектив                      | Charlie McCarthy, Detective              | в роли самого себя                                   |
| 1941 | ф  | Посмотрите, кто смеётся                       | Look Who’s Laughing                      | в роли самого себя                                   |
| 1942 | ф  | Сюда мы вернёмся снова                        | Here We Go Again                         | в роли самого себя / Чарли Маккарти / Мортимер Снерд |
| 1943 | ф  | Солдатский клуб                               | Stage Door Canteen                       | в роли самого себя                                   |
| 1947 | мф | Весёлые и беззаботные                         | Fun and Fancy Free                       | в роли самого себя / Чарли Маккарти / Мортимер Снерд |
| 1948 | ф  | Я помню маму                                  | I Remember Mama                          | мистер Питер Торкелсон                               |
| 1950 | ф  | Капитан Чайна                                 | Captain China                            | мистер Хаасвелт                                      |
| 1967 | ф  | Не гони волну                                 | Don't Make Waves                         | мадам Лавиния                                        |
| 1970 | ф  | Финкс                                         | The Phynx                                | в роли самого себя                                   |
| 1976 | ф  | Вон Тон Тон — собака, которая спасла Голливуд | Won Ton Ton, the Dog Who Saved Hollywood | профессор Куиксенд                                   |